# 二二八平反運動
二二八平反運動是指在1947年2月27日至5月16日臺灣發生二二八事件後，臺灣社會直到1980年代才開始展開的平反運動。

## 經過

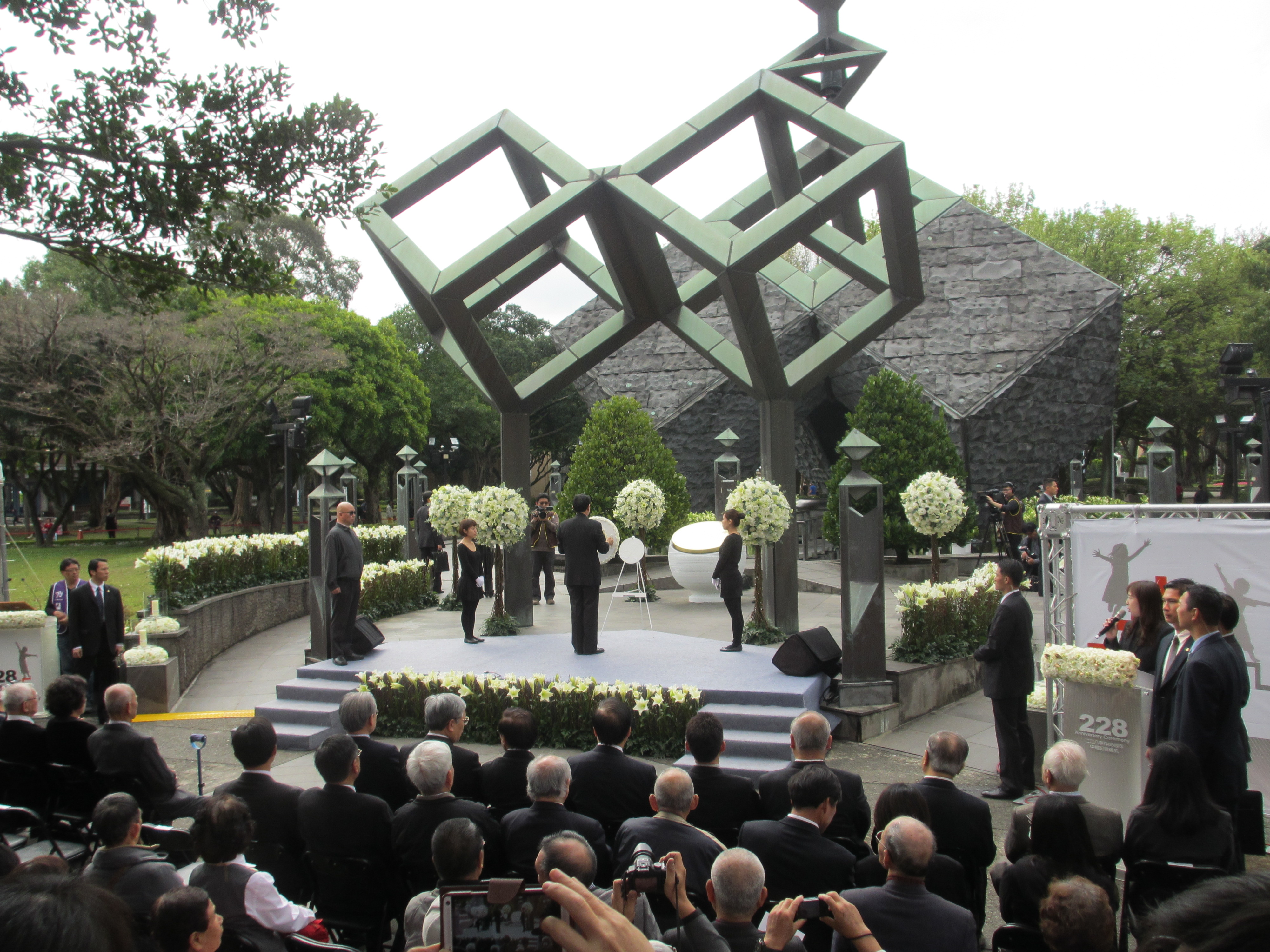
中華民國政府舉行二二八事件中樞紀念儀式（2015年2月28日）。

中華民國政府原先定調二二八事件為反政府叛亂行動，認為民眾受日本殖民統治後:148-149:98-104，因中國共產黨、臺灣共產黨:95-104、浪人、暴徒煽動而引發騷亂。1980年代中期，政府持續將事件列為禁忌話題，並以避免族群衝突為由禁止調查。直到1980年代末期，臺灣社會陸續出現多次民主化運動。1987年，鄭南榕、李勝雄和陳永興等人組織二二八和平日促進會，對外發表《二二八和平日宣言》，提出公布實情、訂定2月28日為「和平日」等訴求:5-6。和平日促進會之後在各地演講和遊行，遭到政府出動上千名鎮暴部隊阻擋。在海內外公民團體陸續支持下，成功迫使當時政府逐漸讓步:5-6。1988年，台灣基督長老教會和民主進步黨也加入行動。
1989年1月，和平日促進會、台灣人權促進會、台灣政治受難者聯誼會、長老教會等團體發起二二八公義和平運動。臺灣省文獻委員會則在民主進步黨籍臺灣省議員壓力下，紀錄二二八事件的口述歷史:7-9。宗教界、學生、社會運動團體陸續加入後，新版歷史教科書首度提及事件。1991年1月，民間更成立研究小組:7-9，於同年12月舉辦首次學術研討會；行政院則為協助善後與也成立研究二二八事件小組:10-12，邀集學者蒐集相關資料:7-9。1992年2月，政府公布首份官方報告《二二八事件研究報告》:10-12，但在死傷人數等處仍未取得共識。
1995年，時任中華民國總統暨中國國民黨主席的李登輝在臺北市二二八和平紀念碑落成典禮上，以國家元首身分代表政府致歉:10-12。1997年，台灣歷史學會、吳三連台灣史料基金會、臺北市政府主辦首場國際學術研討會。2003年，時任總統的陳水扁向二二八事件的受害者家屬頒發恢復名譽證書。政府和學術單位也對事件細節展開研究:7-9、95-104，其中《二二八事件責任歸屬研究報告》在2006年出版，指控蔣中正要為事件負起責任:161-169，但亦有其他報告認為二二八事件受到日本政府應該負起責任。2007年，陳水扁再次代表政府向受害者道歉，同年二二八國家紀念館正式成立。而在2010年，時任總統的馬英九亦代表政府向受害者道歉。

## 紀念活動
1990年2月27日，立法院首次集體為二二八事件受害者起立哀悼1分鐘。隔年臺灣各地陸續成立二二八受者家屬關懷協會，連繫相關受害者家屬。到了1995年，立法院通過《二二八事件處理及補償條例》:10-12，決議將2月28日訂定為和平紀念日。不過為了促進各界重視政府的過錯，立法院在隔年2月25日修訂《二二八事件處理及補償條例》第四條，將2月28日從紀念日改為國定假日。2006年12月8日，則規定每年和平紀念日當天，全國各級政府機關、學校、民間機構、團體需降半旗以示追悼。二二八事件紀念基金會在每年則會舉辦系列紀念活動:5-6，並進行調查訪問、設立獎勵學金、補助教材著作、舉辦家屬聯誼活動等:10-12。
1989年，嘉義市彌陀路二二八紀念碑宣告落成，為臺灣首座二二八和平紀念碑。之後各地也陸續建立二二八和平紀念碑、設置紀念館。其中1995年，由行政院督建、位於臺北新公園的臺北市二二八紀念碑完工，並於隔年將公園改名為「二二八和平紀念公園」。爾後包括臺北二二八紀念館、阮朝日228紀念館、二二八國家紀念館陸續成立，而在臺北市、高雄市、嘉義市、屏東縣、臺南市、嘉義縣、雲林縣、臺中市、宜蘭縣、花蓮縣、新北市、桃園市、基隆市等處也設有相應的紀念碑或紀念公園。中華郵政則在1997年和2007年時，分別發行《二二八事件五十週年和平紀念》郵票與《二二八國家紀念館郵票》。然也因台灣社會認知不同，還是傳有抗爭與蔣介石銅像及228紀念碑遭破壞之情事。。
| 縣市／市 | 鄉鎮市區 | 成立性質 | 屬性     | 名稱                       | 簡介 | 成立時間      |
| -------- | -------- | -------- | -------- | -------------------------- | --- | ------------- |
| 新北市   | 三重區   | 市立     | 公園     | 二二八和平公園             | | 2002年        |
| 台北市   | 中正區   | 市立     | 紀念館   | 台北二二八紀念館           | 台北二二八紀念館於二二八事件五十週年時於台北市二二八紀念公園內正式開館。建築前身為「台北放送局」。                                                                                 | 1997年2月28日 |
| 台北市   | 中正區   | 國立     | 紀念館   | 二二八國家紀念館           | 二二八事件屆滿六十週年，國家級的二二八國家紀念館正式揭牌成立，並於2008年2月28日開館營運。                                                                                          | 2007年2月28日 |
| 台北市   | 中正區   | 市立     | 公園     | 二二八和平紀念公園         | 位於台北市中正區懷寧街，公園內有台北二二八紀念館、二二八和平紀念碑，原為台北新公園。                                                                                               | 1996年2月28日 |
| 台中市   | 東區     | 市立     | 公園     | 台中市二二八紀念公園       | 位於台中市東區，原名東峰公園。於1984年興建完成，1995年設立二二八紀念碑，直至2003年碑文甫確立。                                                                                     | 1995年        |
| 台中市   | 大里區   | 市立     | 公園     | 二二八紀念公園             | 原名國光公園 |               |
| 南投縣   | 埔里鎮   | 縣立     | 公園     | 二二八紀念公園             | 位於愛蘭橋 |               |
| 雲林縣   | 古坑鄉   | 縣立     | 紀念碑   | 古坑崁腳村二二八紀念碑     | 位在古坑鄉崁腳村公墓旁的二二八紀念碑，是全台第一座在挖獲受難者遺骸地點設置的紀念碑。                                                                                               |               |
| 雲林縣   | 古坑鄉   | 縣立     | 公園     | 二二八紀念公園             | 鄰接古坑綠色隧道景觀公園 | 2007年        |
| 嘉義市   | 東區     | 市立     | 公園     | 嘉義市二二八紀念公園       | 位於嘉義市大雅路二段 | 1996年2月28日 |
| 嘉義市   | 東區     | 市立     | 紀念碑   | 嘉義市二二八和平公園紀念碑 | 紀念碑為鋼骨混凝土構造之「頒魂之碑」，造型取自排灣族的竹製口琴，竹製口琴的原始之聲，其音單調、柔美、悠長，有以原住民的音樂，撫平歷史傷口、亡靈之意。（於嘉義市二二八紀念公園之內） | 1996年2月28日 |
| 嘉義市   | 東區     | 市立     | 紀念館   | 嘉義市二二八紀念館         | 於嘉義市二二八紀念公園之內 | 1996年2月28日 |
| 嘉義市   | 東區     | 市立     | 紀念碑   | 嘉義市彌陀路二二八紀念碑   | 嘉義市彌陀路二二八紀念碑（23°27′46.9″N 120°28′16.7″E / 23.463028°N 120.471306°E）建於1989年，是全臺灣最早建成的一座二二八紀念碑。                                                  | 1989年8月19日 |
| 嘉義市   | 西區     | 國立     | 公園     | 二二八國家紀念公園         | 選址於二二八事件中「血洗劉厝庄」發生地。 | 2009年        |
| 高雄市   | 鹽埕區   | 市立     | 公園     | 高雄市二二八和平紀念公園   | 原名仁愛公園。 | 2006年        |
| 高雄市   | 岡山區   | 市立     | 公園     | 二二八和平紀念公園         | 全台灣第一座為紀念二二八事件而建造的公園 | 1993年2月28日 |
| 台南市   | 中西區   | 市立     | 紀念公園 | 湯德章紀念公園             | 舊稱大正公園、民生綠園，是全台灣唯一以二二八事件受難者命名的紀念公園 | 1997年2月27日 |
| 屏東縣   | 林邊鄉   | 私立     | 紀念館   | 阮朝日228紀念館            | 全台第一座私人的二二八紀念館——阮朝日228紀念館成立，作為南台灣二二八歷史研究之據點。                                                                                                | 2002年3月23日 |
| 宜蘭縣   |          | 縣立     | 紀念碑群 | 228宜蘭印記                | 由宜蘭縣228受難者家屬關懷協會前理事長呂崧海提出，希望仿德國紀念猶太人受難方式，在縣內各受難地點設置紀念碑。                                                                        | 2016年        |
| 宜蘭縣   | 宜蘭市   | 縣立     | 建築物   | 宜蘭二二八紀念物           | 宜蘭二二八紀念物——歷史之澄鏡由建築師簡學義設計，為一個地下化的建築，設於宜蘭運動公園南側，佔地面積一千八百五十平方公尺。                                                           | 2004年2月28日 |